# Milton Krims
Milton Krims est un scénariste américain né le 7 février 1904 et décédé le 11 juillet 1988.

## Filmographie partielle
- 1932 : South of the Rio Grande de Lambert Hillyer
- 1932 : The Western Code de John P. McCarthy
- 1934 : I Give My Love de Karl Freund
- 1934 : Affairs of a Gentleman de Edwin L. Marin
- 1934 : Crimson Romance de David Howard
- 1935 : Grande Dame (Grand Old Girl)  de John S. Robertson
- 1936 : Anthony Adverse de Mervyn LeRoy
- 1937 : La Lumière verte (Green Light) de Frank Borzage
- 1937 : Septième District The Great O'Malley) de William Dieterle
- 1938 : Nuits de bal (The Sisters) d'Anatole Litvak
- 1939 : Nous ne sommes pas seuls (We Are Not Alone) d'Edmund Goulding
- 1940 : Une dépêche Reuter (A Dispatch from Reuter's) de William Dieterle
- 1940 : La Femme aux cheveux rouges (Lady with Red Hair) de Curtis Bernhardt
- 1952 : One Minute to Zero de Tay Garnett
- 1954 : Il Maestro di Don Giovanni, réalisé par lui-même
- 1956 : L'Attaque du Fort Douglas (Mohawk) de Kurt Neumann
- 1963 : Le Bourreau de Venise de Luigi Capuano